# Thomas Mera Gartz
Thomas Bengt "Mera" Gartz, född 4 april 1944 i Bromma församling, Stockholm, död 29 april 2012 i Vantörs församling, Stockholm, var en svensk musiker. 
Gartz var trumslagare i gruppen Träd, Gräs och Stenar och de olika konstellationer som utgick från bandet. Gruppen räknades till proggrörelsen, men saknade den tydliga politiska inriktning som kännetecknade delar av denna rörelse. Progressiv rock med lite politisk ton var det gruppen sysslade mest med under 1970-talet. Gartz spelade även i Mecki Mark Men, Hot Boys, Gudibrallan, Arbete & Fritid och Kalousch.
Gartz var under en längre period sammanboende med konstnären Channa Bankier och senare med teatervetaren Yael Feiler. Han ligger begravd på Skogskyrkogården i Stockholm.

## Soloalbum
- 1976 – Sånger (Silence SRS 4635)
- 1984 – Luftsånger/Cloudsongs (Silence SRS 4687)